# Paxylommites reticulatus
Paxylommites reticulatus là một loài tò vò trong họ Ichneumonidae.